# Craterellus excelsus
Craterellus excelsus es un hongo basidiomiceto, del género Craterellus, perteneciente a la familia Cantharellaceae.

## Características
Una de las principales características de esta seta es su altura, puede medir hasta 15 centímetros.
Este hongo fue descubierto en el año 2009 en la cordillera de Pakaraima de Guyana, se encuentra en zonas boscosas muy húmedas, donde predominan las especies de Dicymbe, un género de plantas con flores leguminosas de la familia Fabaceae, pertenecientes a la subfamilia Caesalpinioideae.